# 雙肥臨門
《雙肥臨門》（英語：Double Fattiness）是1988年上映的一部香港喜劇電影，由姜大衛執導，董驃、沈殿霞、曾志偉、張曼玉、秦沛、葉榮祖、陳國新及孟龍主演。

## 劇情
武則書（董驃 飾）與陸小鳳（沈殿霞 飾）夫妻二人於舊區經營薄餅店維生。地產商仲介金大枝（秦沛 飾）千方百計想收購該店，欲賣給地產開發商，改建成高級商場，但常被夫妻二人拒絕。
一晚武則書與陸小鳳慶祝結婚三十周年，哪知陸小鳳突然心臟病發身亡。陸小鳳於陰間報到時，因為過胖，把奈何橋踩塌，而被迫滯留陽間。剛好陸小鳳遇上車禍身亡的Diana（張曼玉 飾），在因緣巧合下，借用了Diana的身軀還陽。
還陽後陸小鳳回到家，但武則書認不出是亡妻，反而兒子武德高（曾志偉 飾）對Diana一見鍾情。剛巧武則書結識了與陸小鳳長得一模一樣的女人楚小香，結果鬧出一連串笑話......

## 角色
| 演員   | 角色           | 備註                 |
| 董驃   | 武則書         |                      |
| 沈殿霞 | 陸小鳳／楚小香 |                      |
| 曾志偉 | 武德高         | 武則書與陸小鳳的兒子 |
| 張曼玉 | Diana          | 金大枝的表妹         |
| 秦沛   | 金大枝         | 地產商仲介           |
| 葉榮祖 |                | 地產商仲介           |
| 陳國新 | 陰官           |                      |
| 孟龍   | 阿龍           | 薄餅店員工           |
| 黃霑   |                | 教授西樂的音樂教授   |
| 米奇   |                |                      |
| 姜大衛 | 陰官           |                      |
| 譚鎮渡 |                |                      |
| 黃斌   |                |                      |
| 陳嘉上 |                | 搶手袋賊             |

## 外部連結
- 香港影庫上《雙肥臨門》的資料（繁體中文）
- 開眼電影網上《女鬼當家》的資料（繁體中文）
- 时光网上《雙肥臨門》的資料（简体中文）
- 豆瓣电影上《雙肥臨門》的資料 （简体中文）
- 互联网电影数据库（IMDb）上《雙肥臨門》的资料（英文）
- 爛番茄上《雙肥臨門》的資料（英文）